# شطور (مجلة)
مجلة شطور هي مجلة كويتية تصدر عن وزارة الداخلية، تحت شعار «شطور صديق كل طفل»، تصدر عن مجلة «الداخلية» كملحق للأطفال. صدر العدد الأول من المجلة في أكتوبر، 2000م، وتوجَّه إلى الأطفال من سن 7 إلى 14 سنة، هناك مُقدِّمة في الصفحة الثالثة تحت عنوان «أصدقاء شطور». تحوي بعض الأعداد 6 صفحات كرتونية من بين 24 صفحة ملونة ذات قطع 21×26 سم.
لا تنشر المجلة أسماء المؤلفين أو الرسامين، وتتمثل غالب التسالي في صفحات التلوين المقرونة بنصائح أمينة للأطفال. تضم المجلة أيضاً معلومات عن الدول خاصة البلاد العربية ومعلومات علمية عن الحيوان، ويضم باب التسالي الطرائف والألغاز وهل تعلم. لا تتضمن المجلة أي نوع من المسابقات، وتنشر صور القراء تحت عنوان «أصدقاء شطور» وليس هناك إشارة إلى سعر المجلة، كما أن المجلة تنشر القصص القصيرة دون ذكر اسم المؤلف أو الرسام، ليس للمجلة شعار

## الأبواب
- رجال بنو الأمن
- شطور حول العالم
- مكتبة شطور
- استراحة شطور

## فريق العمل
- حسام إبراهيم: متابعة المادة التحريرية
- أمين رحمن: تصميم الغلاف
- نادر طه: رسومات